# 牡丹木槿
牡丹木槿（学名：Hibiscus syriacus f. paeoniflorus）为锦葵科木槿属木槿花的一个变型。分布于中国大陆的贵州、陕西、江西、浙江等地，目前尚未由人工引种栽培。

## 扩展阅读
- 維基物種上的相關：牡丹木槿